# BR-365
Pour les articles homonymes, voir Route 365.

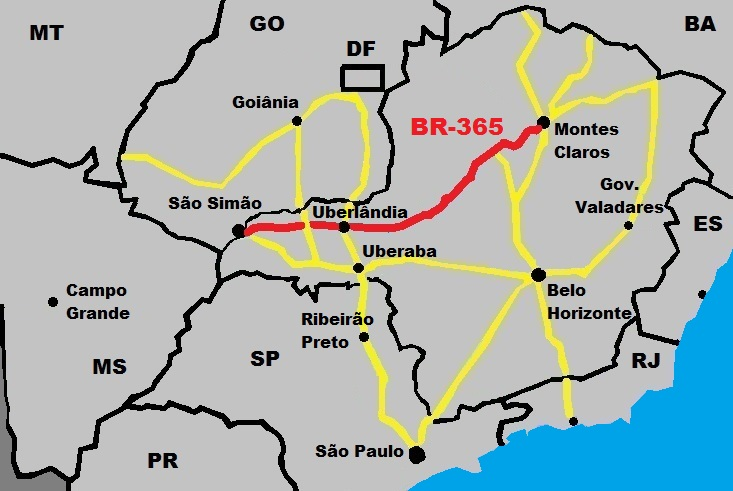
Tracé de la BR-365.

La BR-365 est une importante route fédérale diagonale brésilienne située dans les États de Minas Gerais et Goiás. 
D'une longueur de 878 km, elle relie les villes de Montes Claros, dans l'État de Minas Gerais, à São Simão, dans l'État de Goiás. Parmi les communes traversées par la BR-365, on distingue : Montes Claros, Patos de Minas, Uberlândia et Ituiutaba.

## Duplications
La route double dans certaines parties près de Uberlândia. Le tronçon entre Uberlândia et la jonction avec BR-153 a doublé entre 2010 et 2020. En 2020, il y avait aussi une prévision de doublement entre la jonction avec BR-153 et Ituiutaba,,.

## Importance économique
BR-365 a sa plus grande importance économique à travers le flux de la production agricole dans le Minas Gerais. Il promeut également l'intégration régionale et étatique, facilite le tourisme vers les plages d'Espírito Santo et de la région du Nord-Est, entre autres. Par la BR-365, les céréales de la région Centre-Ouest se rendent au port de Santos, et la route est utilisée pour approvisionner la région sud de Goiás et Minas Gerais, entre autres, en produits industriels, matériaux de construction et nourriture,.

## Galerie

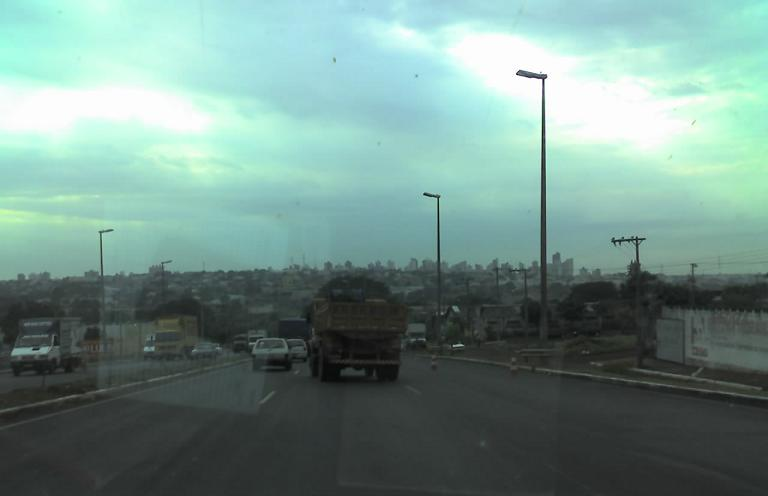
BR-365 à Uberlândia, Minas Gerais, 2008.